# 유리 페로하니치

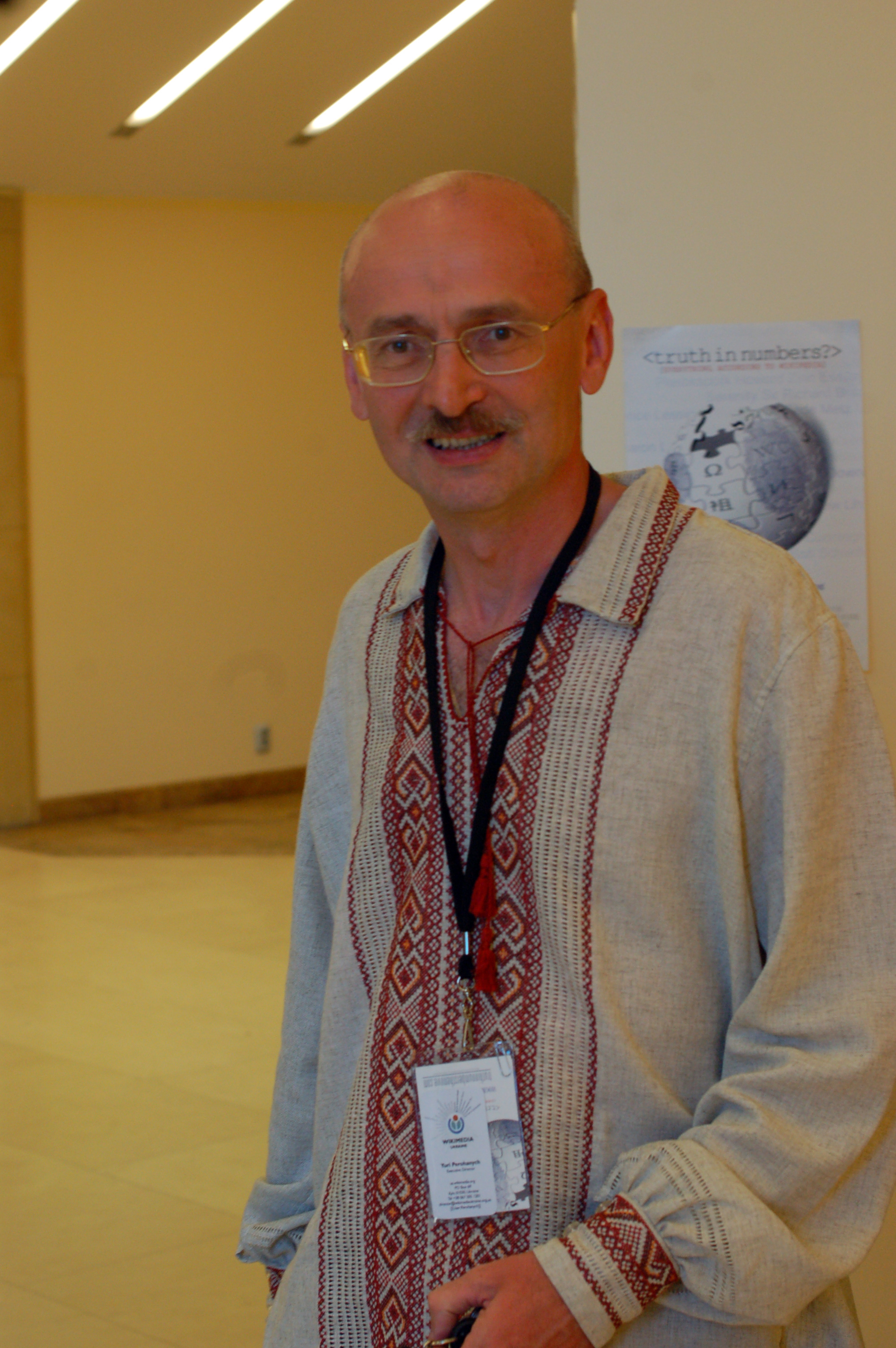
유리 페로하니치

유리 이오시포비치 페로하니치(우크라이나어: Юрій Йосипович Пероганич, 1961년 7월 11일 ~ )는 우크라이나의 활동가이다.
1976년부터 1980년까지 키예프 철도 대학교에서 기술학을 전공했으며 1980년부터 1986년까지 키예프 국립경제연구원에서 경제학을 전공했다. 1979년부터 1991년까지 남서부 철도국 정보 컴퓨팅 센터에서 수석 기술자, 엔지니어, 소프트웨어 엔지니어, 수석 수리 엔지니어로 근무했고 1992년에는 남서부 철도국 통계부 부부장으로 근무했다. 1992년부터 2000년까지 우크라이나 철도의 대외관계부 부부장, 통계부 부부장을 역임했다.
1996년부터 2000년까지 키예프 대학교 국제관계연구소에서 국제법 과정을 전공했으며 2000년부터 2001년까지 우크라이나 최고 라다 건설운수통신위원회 수석 고문, 2001년부터 2003년까지 우크라이나 국제화물운송협회의 회장을 역임했다. 2003년부터 2005년까지 우크라이나 교통통신부 대외경제과장을 역임했고 2005년부터 2006년까지 우크라이나 정보화위원회 부위원장을, 2006년부터 2007년까지 우크라이나 정보 기술 기업 협회 이사를 역임했다.
2012년 2월에는 우크라이나 구전 민속 연합의 회원으로 임명되었다. 위키미디어 재단의 우크라이나 법인의 공동 설립자로 활동했으며 2017년에는 우크라이나어 위키백과에 시민 공동체를 설립했다.